# Pepalah
Pepalah is een bestuurslaag in het regentschap Gayo Lues van de provincie Atjeh, Indonesië. Pepalah telt 255 inwoners (volkstelling 2010).